# Olivia Shannon
Pour les articles homonymes, voir Shannon.
Olivia Shannon née le 23 mai 2001 à Feilding, est une joueuse de hockey sur gazon néo-zélandaise évoluant au poste d'attaquante au Central Falcons et pour l'équipe nationale néo-zélandaise.

## Biographie
Elle a fait partie de l'équipe nationale pour concourir aux Jeux olympiques d'été de 2020 à Tokyo.

## Palmarès
- : Coupe d'Occéanie 2019